# 吉林省人民代表大会
吉林省人民代表大会（简称吉林省人大）是中华人民共和国吉林省的地方国家权力机关，1954年8月在吉林市成立。其常设机构为吉林省人民代表大会常务委员会。

## 历史沿革
吉林省各界人民代表会议
1950年4月5日至9日，吉林省(首届)第一次各界人民代表会议在吉林市召开，此次会议代行人民代表大会的职权。1951年3月20日至24日，召开吉林省首届二次各界人民代表会议。
吉林省人民代表大会
1953年1月，中央人民政府委员会作出《关于召开全国人民代表大会及地方各级人民代表大会的决议》，要求各地召开由人民普选产生的各级人民代表大会。1954年8月10日至13日，吉林省第一届人民代表大会第一次会议在吉林市召开。1958年7月2日至20日，吉林省第二届人民代表大会第一次会议在长春市召开。1963年12月19日至28日，吉林省第三届人民代表大会第一次会议在长春市召开。
吉林省革命委员会
1966年文化大革命开始后，吉林省人民代表大会制度遭受破坏。1968年3月6日，吉林省革命委员会正式成立，全面领导全省工作。
吉林省人民代表大会
1976年文化大革命结束后，中共中央召开各省、自治区、直辖市组织部部长和统战部部长会议，其中确定将革命委员会作为一届人民代表大会计算。1977年12月19日至25日，吉林省第五届人民代表大会第一次会议召开，标志着吉林省人民代表大会的恢复。

## 组织机构

### 主席团
吉林省人民代表大会举行会议的时候，选举主席团主持会议。主席团第一次会议推选主席团常务主席若干人，推选主席团成员若干人分别担任每次大会全体会议的执行主席。

### 专门委员会
专门委员会是吉林省人民代表大会设立的专门工作机构。在大会闭会期间，受吉林省人大常委会领导。专门委员会对省人大及其常委会负责并报告工作。
吉林省第十三届人民代表大会设有以下专门委员会：
- 法制委员会
- 监察和司法委员会
- 经济委员会
- 教育科学文化卫生委员会
- 民族侨务外事委员会
- 环境与资源保护委员会
- 农业与农村委员会
- 人事代表选举委员会
- 社会建设委员会
- 预算委员会

### 常务委员会
吉林省人民代表大会常务委员会（简称吉林省人大常委会）是省人民代表大会的常设机关，对省人民代表大会负责并报告工作。

### 代表团
吉林省人民代表大会代表按照设区的市、自治州和驻省人民解放军、武警部队组成代表团。代表团全体会议推选代表团团长、副团长。团长召集并主持代表团全体会议。副团长协助团长工作。
参加吉林省人民代表大会的有以下代表团：
- 长春团
- 吉林团
- 四平团
- 辽源团
- 通化团
- 白山团
- 松原团
- 白城团
- 延边团
- 梅河口团
- 公主岭团
- 解放军/武警